# Lucas Silva
Lucas Silva Borges est un footballeur brésilien né le 16 février 1993 à Bom Jesus de Goiás. Il évolue au poste de milieu de terrain à Cruzeiro EC.

## Biographie

### Départ au Brésil
Lucas Silva rejoint le Cruzeiro Esporte Clube en 2007, alors qu'il est âgé d'à peine 14 ans. Il y fait ses classes dans les différentes équipes de jeunes, avant d'être prêté début 2012 pendant quelques semaines au club du Nacional MG pour parfaire sa formation. 
Il termine son prêt en avril de la même année et revient à Cruzeiro où il va intégrer l'équipe première. Progressivement, il s'impose au poste de milieu de terrain défensif au point de devenir titulaire indiscutable. 
Rugueux et accrocheur, il se démarque également par une technique redoutable et une excellente vision du jeu, ainsi qu'une grosse frappe de balle.
Deux saisons de suite, en 2013 puis en 2014, il remporte, avec Cruzeiro, le Championnat du Brésil de football. Ces titres lui permettent de disputer la Copa Libertadores.
En 2014, il est même élu meilleur milieu récupérateur du championnat et fait ainsi partie de l'équipe-type de la saison. Toujours cette même année, il gagne également le Championnat du Minas Gerais avec son club.
Lucas Silva est ensuite sélectionné avec l'équipe du Brésil des moins de 20 ans pour disputer le Tournoi de Toulon 2014 qu'il remporte, à la suite d'une victoire 5-2 face à l'équipe de France espoirs en finale. Durant la compétition, il dispute quatre matchs (sur cinq possibles) et marque à une reprise (contre l'Angleterre).
Ses performances solides et ses nombreux titres glanés attisent l'intérêt des grands clubs européens.

### Real Madrid (2015-2019)
Ainsi, le 23 janvier 2015, à quelques jours de ses 22 ans, il rejoint le Real Madrid où il signe jusqu'en 2020 pour un montant avoisinant les 15 millions d'euros.
Il joue son premier match sous les couleurs de la "Maison Blanche" en Liga, lors d'une rencontre contre le Deportivo La Corogne le 14 février 2015, où il remplace Illarramendi à la 71e minute. Pour sa première titularisation, il est directement lancé en Ligue des champions, sur la pelouse de Schalke 04 en huitièmes de finale aller, le 18 février 2015. Il joue l'intégralité de la partie, et le Real s'impose 2-0. Mais, barré par une forte concurrence au milieu de terrain (Sami Khedira, Luka Modrić, ou encore Toni Kroos), Lucas Silva joue assez peu lors de ses six premiers mois en Espagne. 
Conscient de son fort potentiel, le Real décide de le prêter sans option d'achat pour la saison 2015-2016, afin qu'il puisse acquérir du temps de jeu et s'épanouir. Il part ainsi en prêt à l'Olympique de Marseille pour une saison, le 27 août 2015.
En juillet 2016, un prêt au Sporting Portugal est avorté pour raisons médicales.

### Olympique de Marseille (2015-2016)
Il joue son premier match sous les couleurs phocéennes le 13 septembre suivant en étant titularisé lors d'une victoire 4-1 au Stade Vélodrome contre le SC Bastia. Malgré des débuts prometteurs, la première partie de saison de Lucas Silva est décevante.

### Retour au Cruzeiro (prêt depuis 2017)
Le 31 janvier 2017, il s'engage avec le Cruzeiro pour un prêt de 18 mois.

## Statistiques
Le tableau ci-dessous retrace la carrière de Lucas Silva depuis ses débuts :
| Saison                | Club                          | Championnat           | Championnat | Championnat | Championnat | Coupe(s) nationale(s) | Coupe(s) nationale(s) | Coupe(s) nationale(s) | Compétition(s) continentale(s) | Compétition(s) continentale(s) | Compétition(s) continentale(s) | Compétition(s) continentale(s) | Ligue régionale | Ligue régionale | Ligue régionale | Total | Total | Total |
| Saison                | Club                          | Division              | M.          | B.          | P.d.        | M.                    | B.                    | P.d.                  | Comp.                          | M.                             | B.                             | P.d.                           | M.              | B.              | P.d.            | M.    | B.    | P.d.  |
| 2012                  | Nacional MG (prêt)            | Brasileirão           | 1           | 0           | 0           | -                     | -                     | -                     | -                              | -                              | -                              | -                              | -               | -               | -               | 1     | 0     | 0     |
| 2012                  | Cruzeiro EC                   | Brasileirão           | 8           | 0           | 0           | -                     | -                     | -                     | -                              | -                              | -                              | -                              | -               | -               | -               | 8     | 0     | 0     |
| 2013                  | Cruzeiro EC                   | Brasileirão           | 23          | 2           | 0           | 3                     | 0                     | 0                     | -                              | -                              | -                              | -                              | 2               | 0               | 0               | 28    | 2     | 0     |
| 2014                  | Cruzeiro EC                   | Brasileirão           | 27          | 1           | 1           | 4                     | 0                     | 0                     | CL                             | 8                              | 0                              | 1                              | 9               | 0               | 0               | 48    | 1     | 2     |
| Sous-total            | Sous-total                    | Sous-total            | 58          | 3           | 1           | 7                     | 0                     | 0                     | -                              | 8                              | 0                              | 1                              | 11              | 0               | 0               | 84    | 3     | 2     |
| 2014-2015             | Real Madrid                   | Liga                  | 8           | 0           | 0           | -                     | -                     | -                     | C1                             | 1                              | 0                              | 0                              | -               | -               | -               | 9     | 0     | 0     |
| 2015-2016             | Olympique de Marseille (prêt) | Ligue 1               | 22          | 0           | 0           | 5                     | 0                     | 0                     | C3                             | 6                              | 0                              | 0                              | -               | -               | -               | 33    | 0     | 0     |
| 2017                  | Cruzeiro EC                   | Brasileirão           | 20          | 0           | 1           | 11                    | 1                     | 0                     | -                              | -                              | -                              | -                              | 5               | 0               | 0               | 36    | 1     | 1     |
| 2018                  | Cruzeiro EC                   | Brasileirão           | 23          | 0           | 0           | 7                     | 0                     | 1                     | CL                             | 8                              | 1                              | 1                              | 6               | 0               | 0               | 44    | 1     | 2     |
| 2019                  | Cruzeiro EC                   | Brasileirão           | 6           | 0           | 0           | 1                     | 0                     | 0                     | CL                             | 1                              | 0                              | 0                              | 10              | 0               | 2               | 18    | 0     | 2     |
| Sous-total            | Sous-total                    | Sous-total            | 49          | 0           | 1           | 19                    | 1                     | 1                     | -                              | 9                              | 1                              | 1                              | 21              | 0               | 2               | 98    | 2     | 5     |
| 2020                  | Grêmio Porto Alegre           | Brasileirão           | 32          | 1           | 1           | 6                     | 0                     | 0                     | CL                             | 6                              | 0                              | 0                              | 14              | 0               | 0               | 58    | 1     | 1     |
| 2021                  | Grêmio Porto Alegre           | Brasileirão           | 25          | 2           | 2           | 6                     | 0                     | 0                     | CL+CS                          | 3+4                            | 0                              | 0                              | 10              | 1               | 1               | 48    | 3     | 3     |
| 2022                  | Grêmio Porto Alegre           | Série B               | 22          | 0           | 0           | 1                     | 0                     | 0                     | -                              | -                              | -                              | -                              | 10              | 1               | 0               | 33    | 1     | 0     |
| 2023                  | Grêmio Porto Alegre           | Brasileirão           | 4           | 0           | 0           | 2                     | 0                     | 0                     | -                              | -                              | -                              | -                              | 5               | 0               | 0               | 11    | 0     | 0     |
| Sous-total            | Sous-total                    | Sous-total            | 83          | 3           | 3           | 15                    | 0                     | 0                     | -                              | 13                             | 0                              | 0                              | 39              | 2               | 1               | 150   | 5     | 4     |
| 2023                  | Cruzeiro EC                   | Brasileirão           | 20          | 0           | 2           | -                     | -                     | -                     | -                              | -                              | -                              | -                              | -               | -               | -               | 20    | 0     | 2     |
| 2024                  | Cruzeiro EC                   | Brasileirão           | 31          | 1           | 1           | 1                     | 0                     | 0                     | CS                             | 7                              | 1                              | 0                              | 11              | 0               | 0               | 50    | 2     | 1     |
| 2025                  | Cruzeiro EC                   | Brasileirão           | 17          | 1           | 2           | 3                     | 0                     | 0                     | CS                             | 2                              | 0                              | 0                              | 5               | 0               | 0               | 27    | 1     | 2     |
| Sous-total            | Sous-total                    | Sous-total            | 68          | 2           | 5           | 4                     | 0                     | 0                     | -                              | 9                              | 1                              | 0                              | 16              | 0               | 0               | 97    | 3     | 5     |
| Total sur la carrière | Total sur la carrière         | Total sur la carrière | 289         | 8           | 10          | 50                    | 1                     | 1                     | -                              | 46                             | 2                              | 2                              | 87              | 2               | 3               | 472   | 13    | 16    |

## Palmarès

### En club
Il est Champion du Brésil en 2013 et 2014 avec Cruzeiro et remporte la Coupe du Brésil en 2018 ainsi que le championnat du Minas Gerais en 2014, 2018 et 2019. Il est également finaliste de la Copa Sudamericana en 2024 et de la Coupe du Brésil en 2014 ainsi que du championnat du Minas Gerais en 2013, 2017 et 2024.
Lors de son passage en Europe, il est vice-champion d'Espagne en 2015 avec le Real Madrid.
Avec le Grêmio Porto Alegrense, il est finaliste de la Coupe du Brésil en 2021 et remporte le Championnat du Rio Grande do Sul à quatre reprises en 2020, 2021, 2022 et 2023.

### En sélection
Avec l'équipe des moins de 20 ans du Brésil, il remporte le Tournoi de Toulon 2014.

### Distinctions individuelles
A titre individuel, il est élu meilleur milieu récupérateur du Brasileirão 2014 et fait partie de l'équipe type de la saison.